# Marc Philipp

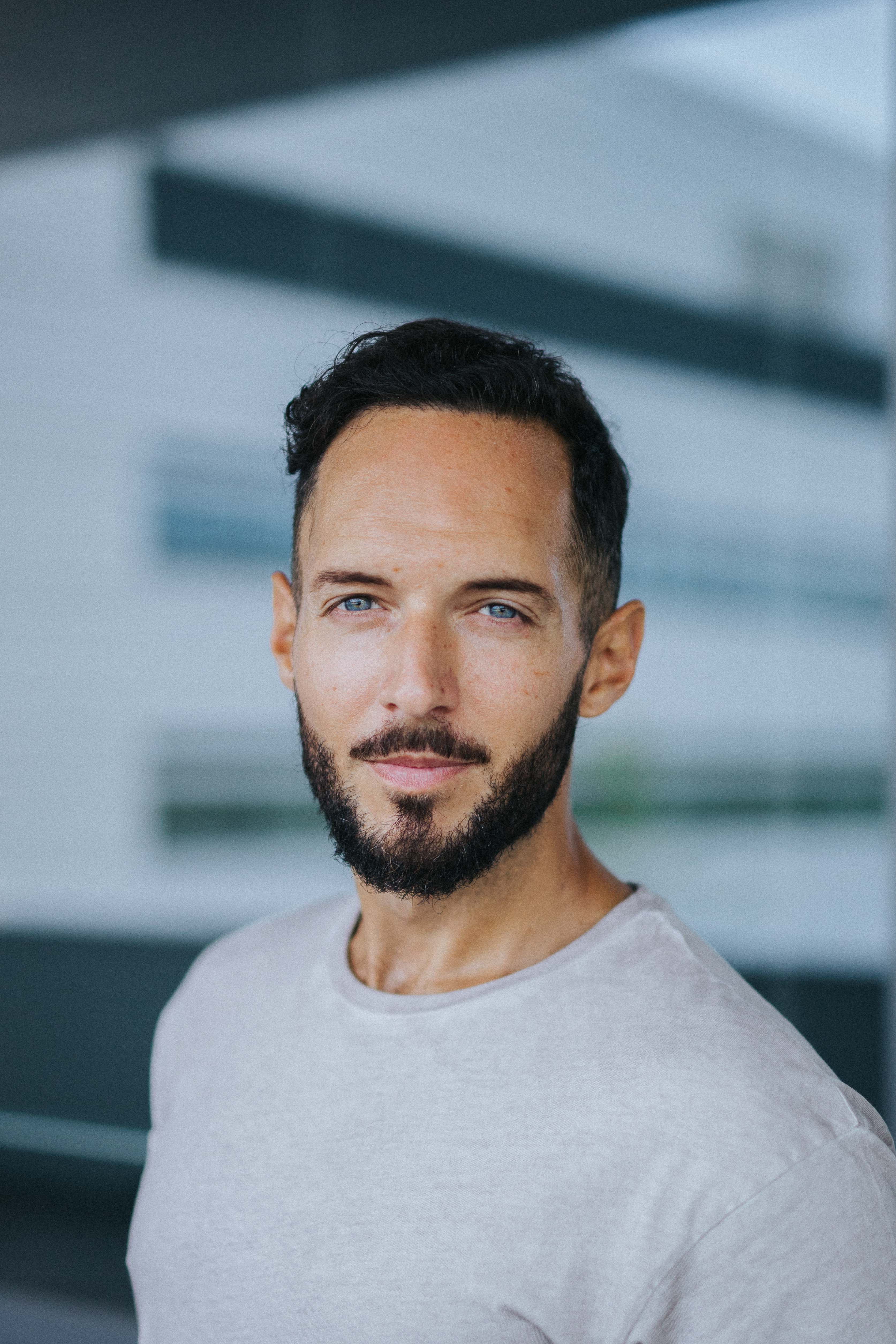
Marc Philipp

Marc Philipp (* 20. Februar 1986 in Bochum) ist ein deutscher Schauspieler, Synchronsprecher, Moderator und promovierter Zahnarzt.

## Werdegang
Seine Ausbildung als Schauspieler absolvierte er von 2007 bis 2009 an der Film Acting School in Köln. Diese finanzierte er sich, neben der Unterstützung seiner Eltern, durch gastronomische Nebenjobs und als Fotomodell. Schon vor seiner Ausbildung drehte Philipp mehrere Kurzfilme und hatte privaten Schauspielunterricht. Von 2009 bis 2010 arbeitete er mit dem Filmregisseur, Drehbuchautor und Produzent Marco Kreuzpaintner zusammen und sammelte dabei erste Erfahrungen in szenischer Filmarbeit. 2010 absolvierte er ein Schauspieltraining bei Nick Dong-Sick.
Philipp wirkte in mehreren Fernsehproduktionen mit, unter anderen als Nebendarsteller in der Daily Soap Unter uns. Zudem arbeitete er als Synchronsprecher und Moderator. Von 2010 bis Juni 2011 war er in der ARD-Vorabendserie Marienhof zu sehen, in der er nach Gabriel Andrade und Jonathan Sonnenschein als dritter Darsteller die Hauptrolle des Dino Maldini verkörperte und damit einem breiteren Publikum bekannt wurde. Nach einem Komparseneinsatz (2007) und einer Episodenrolle (2008) übernahm er als Spanier Rafael Velasquez im Juli sowie von November bis Dezember 2011 eine Episoden-Hauptrolle in der Daily Soap Verbotene Liebe.
2012 drehte er u. a. einen Werbespot in New York für die Kampagne Ja, ich buche im Reisebüro! und spielte im ARD-Spielfilm Million Dollar Race an der Seite von Axel Prahl. 2013 drehte Philipp u. a. mit Claude Oliver Rudolph, Uwe Rohde und Uwe Fellensiek für den Abschlussfilm Kreuzungen. 2014 drehte er für Warner Bros. mit Regisseur Marco Kreuzpainter die Kino-Komödie Stadtlandliebe an der Seite von Uwe Ochsenknecht, Tom Beck und Jessica Schwarz.
Neben den Dreharbeiten studierte er zusätzlich noch Zahnmedizin an der Universität Regensburg, an welcher er auch promovierte. Seine Dissertation schrieb er für die FIFA im FIFA Medical Centre of Excellence am Universitätsklinikum Regensburg, worüber auch schon das Regensburger Wochenblatt und das bayrische Zahnärzteblatt berichtete. Ende 2018 machte er sein Examen und arbeitet nun auch als Zahnarzt in einer Praxis in Bochum.
Philipp spielt regelmäßig bei Benefiz-Fußballspielen mit, von 2014 bis 2018 etwa für die FC Bayern München Senioren. Im Jahr 2012 belegte er beim „Schalke hilft“-Promi-Trabrennen den 1. Platz, 2013 holte er erneut den Titel auf Schalke.
Marc Philipp lebt in Bochum.

## Filmografie

### Film
- 2006: Flushed – Abgezogen (Kurzfilm) (als Jan)
- 2010: Exit to… Heaven or Hell (Kurzfilm) (als Hell)
- 2013: Kreuzungen (Diplomfilm; nom. für den Max-Ophüls-Preis)
- 2014: Landliebe (Kinofilm) (als Jungbauer Max)

### Fernsehen
- 2008: Verbotene Liebe (als Leo)
- 2010: The Church (Pilotfilm)
- 2010: Unter uns (als Heavy)
- 2010–2011: Marienhof (als Dino Maldini #3)
- 2011: Verbotene Liebe (als Rafael Velasquez)
- 2012: Million Dollar Race

### Sonstiges
- 2003: Moderation beim Lokalrundfunk Bochum
- 2009: RTL-Werbetrailer für Deutschland sucht den Superstar
- 2009: Auftritt im Dokumentarfilm Geschnappt – Letzte Chance für schwere Jungs (als Luigi)
- 2009–2010: Werbespots, u. a. für BMW, Malteser, Christopeit Sportgeräte und ARAG
- 2011: Moderation beim Charity Race 2011 am Nürburgring
- 2012: TV-Spot Ja, ich buche im Reisebüro! (New York)
- 2013: Kinospot für Kock Brillen
- 2014: Imagefilm für Gloria Industriegeräte
- 2014: Model bei der Deutschlandpremiere des Guerlain-Parfums L’Homme Idéal
- 2015: Imagefilm für Brainloop Dox
- 2016: Internetspot & Imagefilm für AXA MED Versicherungen
- 2019: Social Media Spot für Gigaset Communications